# Jade Tree
Jade Tree International, Inc. és un segell discogràfic estatunidenc fundat per Darren Walters i Tim Owen el 1991 a Wilmington.

## Història
El 1987 Tim Owen i Darren Walters es van conèixer en un concert de punk a Washington DC. Walters era llavors un estudiant de la Universitat de Delaware on ja havia publicat discos de manera independent amb el seu segell, Hi-Impact Records. Per a potenciar aquest propòsit, es va unir amb l'estudiant del Rochester Institute of Technology Tim Owen i el seu amic Carl Hedgepath, i junts van crear un nou segell, Axtion Packed Records. Tant Axtion Packed com Hi-Impact es van centrar en el hardcore d'inspiració straight edge i van produir discos de vinil.
En un esforç per a expandir els gèneres musicals i el format, Axtion Packed Records es va dissoldre el 1990 per a fundar Jade Tree Records. Owens i Walters van modelar el seu nou segell a partir de Touch and Go Records de Chicago i Dischord Records de Washington DC.
L'agost de 1991, Jade Tree va fer el seu llançament inaugural, Culture Shock del grup Four Walls Falling. La caràtula de l'àlbum incloïa una fotografia original d'Owens. El nou segell va començar amb grups de post-hardcore i noise rock. Tanmateix, no va ser fins al 1993, quan Jade Tree va publicar l'àlbum No Punches Pulled del grup hardcoreta Swiz, que el segell va començar a rebre el reconeixement del públic. La discogràfica va començar a incorporar grups emocore, punk rock, hardcore melòdic i de música experimental al seu catàleg.
El 1994 Owen es va traslladar a la ciutat de Nova York per assistir a l'Escola d'Arts Visuals i continuar la seva formació en fotografia, mentre Walters va romandre al seu Delaware natal. A la tardor de 1995, el grup Lifetime va fitxar oficialment per Jade Tree, i junts van publicar l'àlbum Hello Bastards que va ser un punt d'inflexió per a Jade Tree. El 1996, les vendes van començar a augmentar després que el segell publiqués 30° Everywhere del grup The Promise Ring.
Jade Tree va decidir que tota la seva discografia estigués disponible per a la seva descàrrega digital i reproducció en línia a Bandcamp el juny de 2014. El 2017, Epitaph Records va comprar tot el catàleg de Jade Tree i va començar a reeditar-lo en vinil.